# آدامی (روسیه)
آدامی (به لاتین: Adamy) یک منطقهٔ مسکونی در روسیه است که در شهرستان کراسنوگواردیسکی، آدیغیه واقع شده‌است.